# Keylor Navas
Keylor Antonio Navas Gamboa (San Isidro de El General, 15 de dezembro de 1986) é um futebolista costarriquenho que atua como goleiro. Atualmente, joga pelo Pumas UNAM.

## Carreira

### Saprissa
Revelado pelo Saprissa, Navas profissionalizou-se em 2005, aos 18 anos, fazendo a estreia em novembro, contra o Carmelita. Em cinco anos defendendo La S, jogou 91 partidas.

### Albacete
Em 2010, foi contratado pelo Albacete, da Segunda Divisão Espanhola, onde permaneceu durante dois anos e realizaria 36 jogos.
Sua campanha na Segunda Divisão foi muito irregular. O goleiro foi titular durante boa parte da campanha do clube, mas eles não conseguiam atingir muitos pontos ao longo da temporada. No jogo que mais levou gols, Navas foi vazado quatro vezes em partida diante o Xerez. No entanto, pouco tempo após esse jogo, Navas passou a ser um reserva não utilizado pelo treinador. Nesse período, o Albacete chegou a ser vazado cinco vezes em uma mesma partida. Ao fim da temporada, o clube terminou rebaixado em último colocado.
Uma curiosidade é Luis Gabelo Conejo, destacado goleiro costarriquenho nos anos 80 e 90 e considerado o melhor de sua posição no país natal, havia defendido o mesmo Albacete entre 1991 e 1994.

### Levante
Fora dos planos do Alba em 2012, Navas foi emprestado ao Levante, recém-promovido à primeira divisão da Espanha — além dos Granotes, Getafe, Valencia, Twente e até os gigantes Barcelona e Real Madrid observaram as atuações do goleiro nos tempos de Albacete.
Inicialmente reserva do clube valenciano (o uruguaio Gustavo Munúa era o titular), Navas teve boa atuação numa vitória por 3–0 contra Athletic Bilbao, em seu primeiro na La Liga, o que lhe rendeu um contrato definitivo com os Granotes em 2012, consequentemente selando a despedida de Munúa da agremiação após duas temporadas.

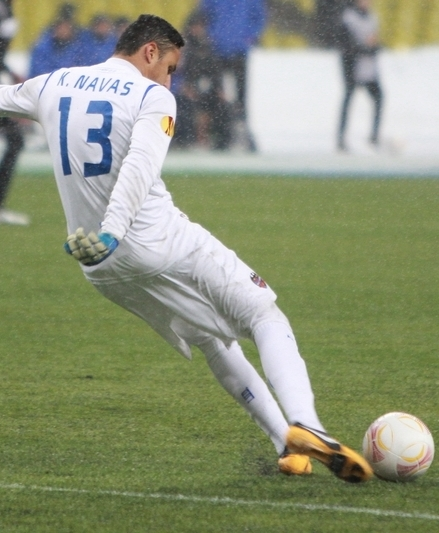
Navas atuando pelo Levante em 2013

Na reta final da La Liga de 2012–13, Keylor assumiu de vez a titularidade e tão logo obteve uma chance definitiva no elenco. Em seu terceiro jogo, diante do Barcelona, o goleiro tratou de defender um pênalti de David Villa aos 17 minutos. Contudo, os Culés conseguiram a vitória pelo placar de 1–0 após Cesc Fàbregas conseguir superar o costarriquenho aos 83 minutos.
Ao fim da temporada, conseguiu ajudar em uma campanha regular da equipe. Mesmo que eles tenham ficado na 6º colocação na temporada passada, o jogador fizera o time ter uma boa sequência e não tiveram sustos naquela campanha, conseguindo terminar a 11ª posição.
Pela La Liga de 2013–14, o jogador pôde finalmente ser o titular definitivo da equipe. Em sua estreia, porém, sofreu os tentos de Lionel Messi, Alexis Sánchez, Pedro, Daniel Alves e Xavi e acabou por ser vazado sete vezes nessa partida. Contudo, voltou a ser titular no jogo seguinte e só seu ausentou na rodada 15, quando esteve suspenso pelo número de cartões amarelos.
Nessa que viria a ser sua última temporada na equipe, o jogador conseguiu manter bons resultados. Entre seus jogos de clean sheet, destaca-se o embate diante o Atlético de Madrid na 36ª rodada. Lá, jogando no Ciutat de València, a equipe da casa segurou os visitantes e conquistaram os três pontos após Filipe Luís (gol contra) e David Barral garantirem o placar de 2–0. O clube conseguiu uma ligeira melhora ao fim do campeonato e ficou na 10ª colocação.
Navas teve três temporadas disputando a Copa do Rei. Sua melhor campanha foi justamente em sua estreia, pois esteve defendendo os gols do clube até a disputa das quartas de final, onde foram eliminados pelo Valencia. Nessa fase, Keylor não pôde disputar o jogo que sacramentou a eliminação dos Gratones, mas foi titular na derrota do jogo de ida por 4–1.
Na temporada seguinte, foi eliminado nas oitavas de final para o Zaragoza. Pela Copa do Rei, o goleiro jogou apenas os dois primeiros jogos, onde levou apenas um gol e deixou de participar do resto da campanha que culminou em outra eliminação nas quartas de final.
O jogador teve a oportunidade de disputar a Liga Europa na temporada 2012–13 após conseguir uma classificação, sem sofrer nenhum gol nas rodadas de play-off. O clube espanhol foi eliminado pelo Rubin Kazan, nas oitavas de final, após um placar de 2–0 na prorrogação. Ao final da temporada 2013–14, Keylor serviu a Seleção Costarriquenha na Copa do Mundo realizada no Brasil. Após demasiado destaque nessa competição, o Levante acabou vendendo seu principal jogador por 10 milhões de euros.

### Real Madrid
No dia 2 de agosto de 2014, o Real Madrid o contratou por seis temporadas. Estreou pelo novo clube no dia 23 de setembro, na goleada por 5–1 contra o Elche, em jogo válido pela La Liga.
| “                                               | Desde pequeno sabia que queria jogar ali. Disse sim ao Real e nem sabia como era meu contrato. Sempre pensava: 'o que vou fazer quando for contratado por uma equipe grande? Gritar, pular, brincar?' Quando me disseram (sobre o Real), estava em uma cama e não pulei, não brinquei, não chorei. Não fiz nada. Quis fazer tudo e não pude fazer nada. | ” |
| — Keylor Navas, sobre assinar com o Real Madrid | |   |

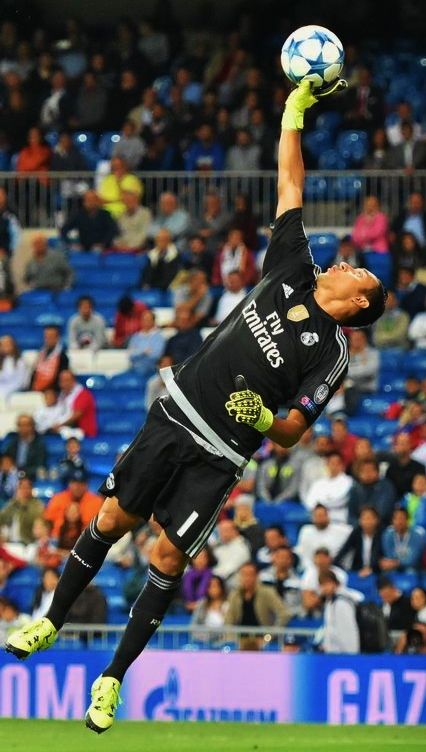
Keylor Navas pelo Real Madrid em 2015

Inicialmente, o jogador foi colocado no banco de reservas durante boa parte de sua campanha inicial pelo Real Madrid. Pela La Liga, o jogador foi posto na equipe titular apenas seis vezes, já que a equipe possuía Iker Casillas, ídolo e capitão do time, entre os titulares. Em tais jogos, Navas conseguiu impedir o clube ser vazado em três oportunidades.
Na segunda temporada, o jogador assumiu a titularidade já na La Liga de 2015–16. Com a saída de Iker, e a não utilização de Kiko Casilla no time, coube ao costarriquenho assumir as redes dos Merengues no restante da temporada. Já em seu segundo jogo na Liga, o atleta foi um dos destaques ao defender um pênalti de Rubén Castro, do Betis. Nessa mesma temporada, Navas voltaria a defender cobranças de pênaltis dos franceses Antoine Griezmann e Kevin Gameiro. Em tais partidas, o Real Madrid não saiu derrotado do jogo.
Firmado na equipe titular, mas ainda sem um título na Liga, Navas retornou para disputar a La Liga de 2016–17. Após recuperar-se de uma lesão sofrida antes do início da temporada, o costarriquenho retornou ao elenco para disputar a 7ª rodada da Liga, onde empatou em 1–1 contra o Eibar. Ao longo da temporada, o jogador foi utilizado frequentemente por Zinédine Zidane e conseguiu comemorar o título nacional após uma gloriosa campanha de 93 pontos.
Em mais uma temporada, o jogador tivera um início muito positivo ao defender mais um pênalti já na primeira rodada da La Liga de 2017–18. Na partida em questão, contra o Deportivo la Coruña, o goleiro impediu que Florin Andone estufasse as redes.

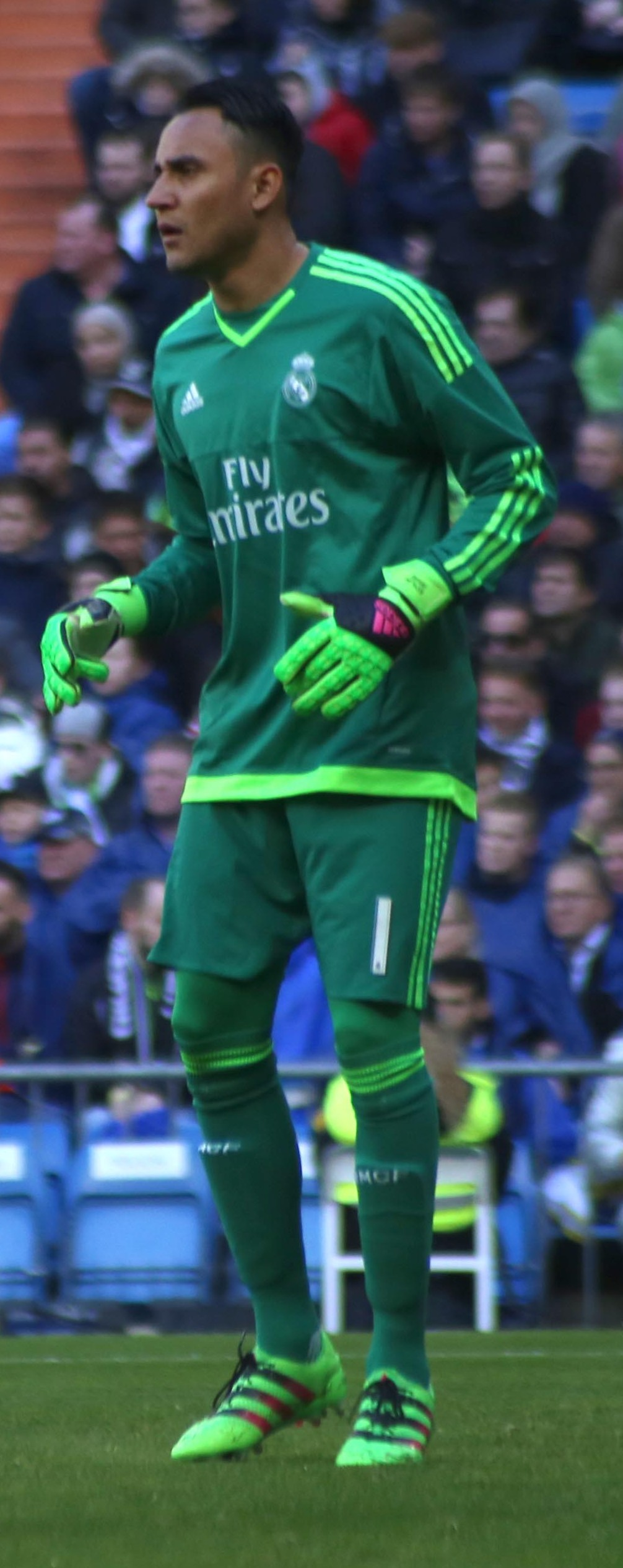
Navas em 2016

Futuramente, sofreria uma lesão na coxa que o deixaria de fora de seis jogos na Liga. Ao retornar, o jogador não pôde contribuir tão positivamente como no passado. Apesar de ter defendido novamente uma penalidade, dessa vez cobrada por Iago Aspas, um dos ídolos do Celta de Vigo, os Merengues conseguiram somar 76 pontos e garantiram a 3ª colocação, estando muito distante da principal equipe da Catalunha naquela temporada.
Após a saída de Zidane do elenco, o time de Madrid optou por contratar Julen Lopetegui. A partir disso, Thibaut Courtois, que já havia tido brilhantes temporadas no Atlético de Madrid e no Chelsea, foi chamado para ser o novo goleiro do time espanhol. Perdendo seu espaço de outrora, Navas ficou presente apenas em dez partidas na La Liga de 2018–19 e optou por deixar a equipe assim que notou que não teria mais as mesmas oportunidades de antes.
Navas teve poucas oportunidades em jogos da Copa do Rei. Em sua estreia, por conta da presença de Iker Casillas na equipe, foi um jogador frequente na campanha que culminou na eliminação dos Merengues nas oitavas de final da temporada 2014–15. Depois disso, só voltou a ter muitas oportunidades na competição quando tornou-se reserva de Courtois na La Liga. Na temporada 2018–19, atuou em sete jogos e viu seu time ser eliminado na semifinal pelo rival Barcelona, após Luis Suárez e Raphaël Varane (contra) garantirem uma vitória por 3–0.
Ainda em competições espanholas, o jogador teve a oportunidade de disputar a Supercopa da Espanha duas vezes. Na primeira, assim que havia chegado, foi reserva de Casillas na derrota para o Atleti no placar agregado de 2–1 em 2014. Em 2017, após boa campanha na La Liga anterior, Navas conseguiu ser titular pela primeira vez na competição. Lá, levara somente um gol de Lionel Messi e viu os Merengues vencerem as partidas garantindo um placar agregado de 5–1.
Navas estreou na Liga dos Campeões da UEFA em um jogo contra o Basel em 2014, pela fase de grupos. Na partida seguinte, contra o Ludogorets, Navas foi novamente titular. O Real Madrid venceu ambos os jogos e não sofreu gols. Com a volta de Iker Casillas ao time titular, Keylor ficou no banco de reservas e viu o clube rumar até a semifinal, onde foram eliminados pela Juventus.
Na Liga dos Campeões da UEFA de 2015–16, Navas iria iniciar uma grande sequência de títulos. O jogador foi titular durante quase toda campanha, tendo se ausentado somente de dois jogos, e conseguiu disputar uma final de competição continental europeia pela primeira vez. Na partida, diante o Atlético de Madrid, comandado por Diego Simeone, o costarriquenho sofrera um gol de Yannick Carrasco na reta final do segundo tempo. Na disputa por pênaltis, coube a Juanfran Torres errar sua cobrança, chutando-a para fora, bem como Griezmann havia feito na segunda etapa, e Cristiano Ronaldo acertar o último chute do time branco para que o goleiro comemorasse seu primeiro título de Champions League na carreira.
Navas não estreou na primeira partida da Liga dos Campeões de 2016–17 por estar com uma lesão na coxa. Contudo, ao voltar, disputou todos os jogos e levou a equipe novamente para uma final. Pela decisão, o jogador sofreu um gol de Mario Mandžukić, mas os Merengues trataram de desempatar o placar e comemorarem mais um troféu ao derrotarem a Velha Senhora por 4–1.

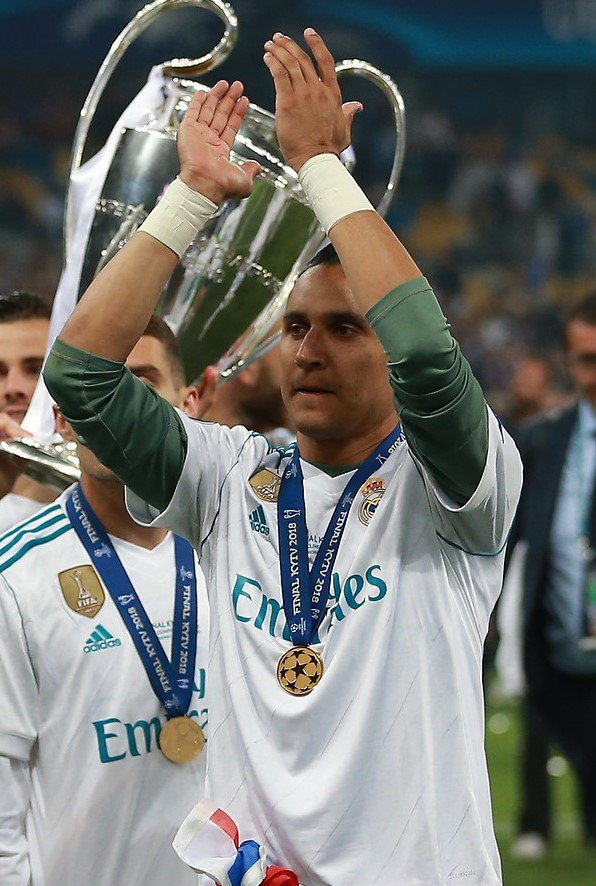
Navas comemorando o título da Liga dos Campeões de 2017–18

Quando novamente entrou em campo na competição na edição posterior, Navas foi outra vez uma peça constante no elenco que chegaria a uma final pela terceira vez consecutiva. Lá, enfrentaram o Liverpool comandado por Jürgen Klopp. O jogo foi intenso, Sadio Mané empatou o jogo após Karim Benzema ter aberto o placar para o clube de Keylor. No entanto, em uma partida marcada por erros individuais do goleiro adversário Loris Karius, a equipe espanhola derrotou os Reds e foram tricampeões após Gareth Bale fechar o placar fazendo mais dois gols.
Nessas três finais, o elenco de Zidane mudou os 11 titulares poucas vezes. De fato, Navas tivera três jogadores frequentemente na linha de defesa em tais campanhas: Sergio Ramos, Dani Carvajal e Marcelo foram os atletas que ficaram à frente do costarriquenho em todos os anos que jogaram finais. A única troca, na defesa, foi justamente na dupla de zaga com Ramos. Em 2018, após dois anos de Pepe sendo o zagueiro principal, Raphaël Varane assumiu a titularidade e ajudou na conquista do tricampeonato.
Assim que Courtois assumiu a titularidade, Navas passou a fazer menos jogos e só atuou na Liga dos Campeões da UEFA de 2018–19 nos três primeiros jogos — onde chegou a perder para o CSKA Moscou na segunda rodada da fase de grupos. Assim que o belga assumiu a meta, a equipe conseguiu vaga até as oitavas de final, mas acabaram sendo eliminados pelo Ajax sem Keylor Navas no time titular.

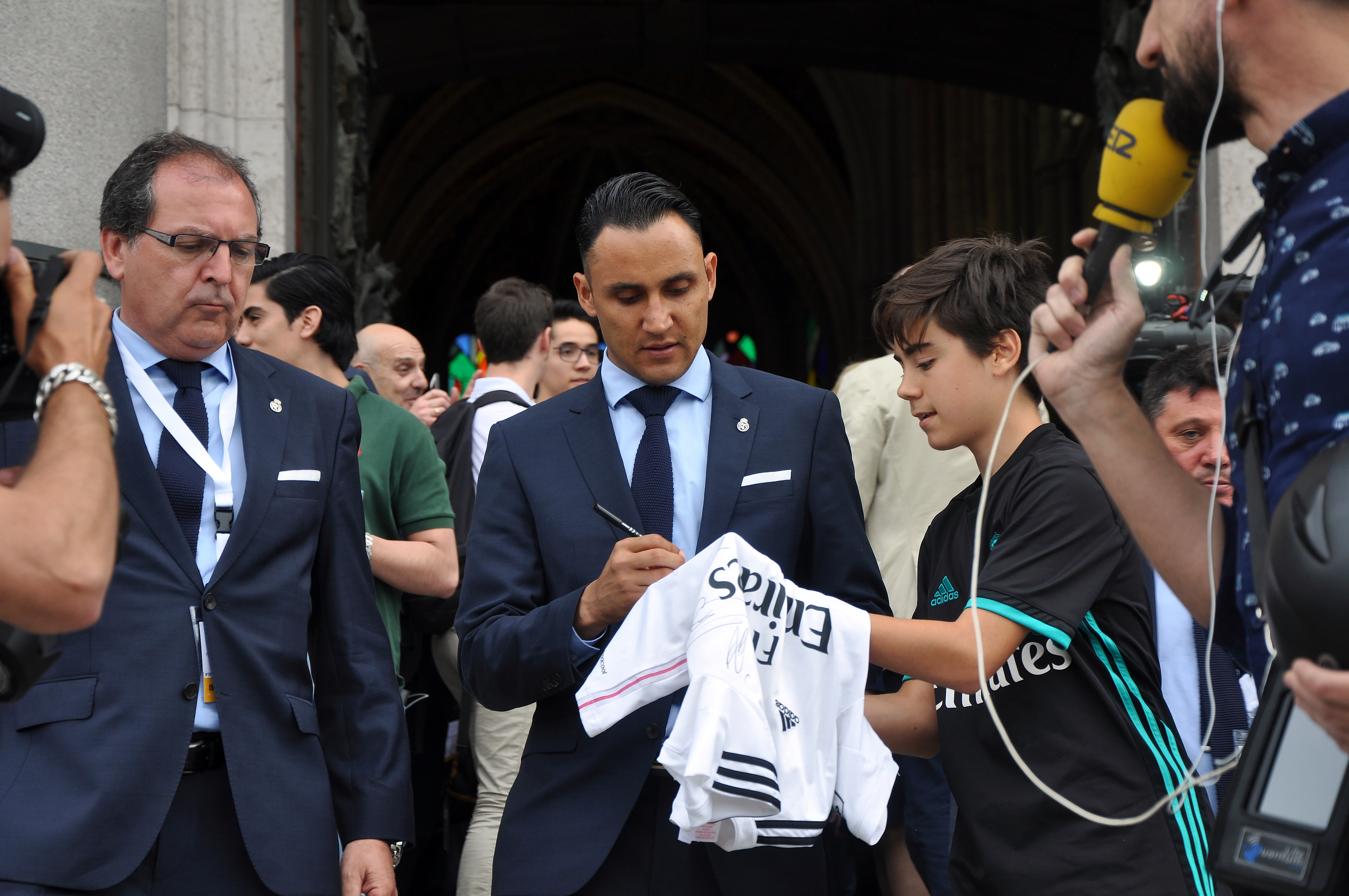
Keylor Navas dando um autógrafo para um torcedor do Real Madrid

Em campo, o goleiro só jogou a Supercopa da UEFA duas vezes. Em 2014 foi reserva e viu o Real Madrid vencer o troféu ao derrotar o Sevilla por 2–0. Em 2016, não pôde jogar por conta de uma lesão e os Merengues novamente venceram o Sevilla. Quando finalmente estreou na competição, no ano de 2017, viu Casemiro e Isco ampliarem o placar para 2–0 contra o Manchester United. O centroavante Romelu Lukaku chegou a descontar para os Diabos Vermelhos na reta final, mas a vitória veio para o time espanhol. Um ano depois, na Supercopa de 2018, o Real foi derrotado pelo Atlético de Madrid — Diego Costa, Saúl Ñíguez e Koke marcaram e garantiram o triunfo por 4–2 na prorrogação.
Sua última competição vencida foi o Mundial de Clubes. Em seus anos, pôde disputar o Mundial quatro vezes, mas, novamente, só entrou em campo por duas edições. Após ficar como suplente no título de 2014, foi titular na semifinal de 2015 diante o América do México. Após vencerem, a equipe espanhola teve de enfrentar o Kashima Antlers e tiveram dificuldades para superar os japoneses. Benzema abriu o placar, mas Gaku Shibasaki marcou duas vezes e virou o jogo. Contudo, Cristiano Ronaldo marcou um hat-trick ao longo do segundo tempo e da prorrogação, e sua equipe conquistou mais um troféu mundial.
Em 2017, Navas foi novamente titular na semifinal, sofrendo um gol na vitória por 2–1 contra o Al-Jazira. Na decisão, no entanto, impediu o ataque do Grêmio, comandado por Renato Gaúcho, de marcar gols. Ao longo do jogo, coube a Cristiano Ronaldo novamente fazer o gol e garantir mais um troféu aos Merengues após uma vitória de 1–0.
No ano de 2018, Navas foi novamente reserva por conta da chegada de Courtois no elenco espanhol. Nos jogos, o goleiro belga levou um tento em cada fase, mas os espanhóis conseguiram superar os adversários e conquistaram o troféu após derrotar o Al Ain na decisão.
Passado seu momento sob contrato com o Real Madrid, o jogador concluiu sua prolífica passagem com 11 troféus vencidos. Em tal período, firmou-se como um dos melhores goleiros do mundo, além de ter sido, certamente, o goleiro costarriquenho mais popular de todos os tempos. O jogador esteve a frente das balizes madrilenhas em 162 partidas, e manteve a meta limpa 52 vezes nesses jogos.

### Paris Saint-Germain
Keylor Navas foi contratado pelo Paris Saint-Germain no dia 2 de setembro de 2019, sendo envolvido numa troca com o francês Alphonse Areola. O goleiro teve boa atuação em sua estreia pelo novo clube, numa vitória por 1–0 contra o Strasbourg.
Em sua primeira passagem pela França, entre 2019 e 2023, Keylor Navas somou 108 partidas com a camisa do PSG, tendo sofrido 87 gols. Após retornar do empréstimo, o costarriquenho sofreu com a concorrência de Gianluigi Donnarumma e Sergio Rico, e atuou em apenas seis partidas na temporada 2023–24. Em maio, logo depois de Kylian Mbappé anunciar que sairia do PSG, Navas confirmou que também deixaria o clube no final da temporada.

### Empréstimo ao Nottingham Forest
Sem espaço no PSG, onde era reserva de Donnarumma, Keylor Navas foi anunciado pelo Nottingham Forest no dia 31 de janeiro de 2023, assinando por empréstimo até o final da temporada. Estreou pelo clube no dia 5 de fevereiro, na vitória por 1–0 contra o Leeds United, em jogo válido pela Premier League. Escalado como titular pelo técnico Steve Cooper, o goleiro teve boa atuação, fez quatro intervenções notáveis na partida e acabou sendo eleito o melhor em campo.

### Newell's Old Boys
No dia 21 de janeiro de 2025, o Newell's Old Boys, da Argentina, anunciou a contratação do goleiro costarriquenho.

### Pumas
Em 21 de julho de 2025, o Newell's Old Boys anunciou que o goleiro foi vendido ao Pumas, do México. O Newell's Old Boys receberá uma recompensa de pouco mais de R$ 11 milhões pela transferência.

## Seleção Nacional
Pela Seleção Costarriquenha, Navas defendeu a equipe Sub-17 no Mundial de 2003. Sua estreia na equipe principal ocorreu em 11 de outubro de 2008, em um amistoso contra o Suriname. Em seguida esteve presente em duas edições da Copa Ouro da CONCACAF, nos anos de 2009 e 2011.
Convocado para a Copa do Mundo de 2014, realizada no Brasil, Navas foi titular da equipe comandada por Jorge Luis Pinto. Um dos principais nomes do time ao lado de Joel Campbell e Bryan Ruiz, o goleiro foi destaque no dia 29 de junho, contra a Grécia, em jogo realizado na Arena de Pernambuco. Após o empate por 1–1 no tempo normal, Navas foi decisivo na disputa por pênaltis e defendeu a cobrança de Theofanis Gekas. Com a vitória por 5–3 nos pênaltis, a Costa Rica classificou-se para as quartas de final pela primeira vez.
Já no ano seguinte, não participou da Copa Ouro da CONCACAF por lesão. Também não participou da Copa Ouro de 2017, desta vez por descanso. Navas retornou a atuar pela Seleção na Copa do Mundo de 2018, realizada na Rússia, em que a Costa Rica foi eliminada ainda na fase de grupos.

## Filme
O filme Keylor Navas: Homem de Fé estreou em 2017, tem a duração de 1h 37min e conta com as participações especiais de Sergio Ramos, Zinédine Zidane, Luka Modrić, Celso Borges, entre outros. Dirigido por Jan-David Soutar, é baseado em fatos reais e narra toda a história de Keylor desde o inicio de sua carreira, até a negociação com o Real Madrid.

## Títulos
Saprissa

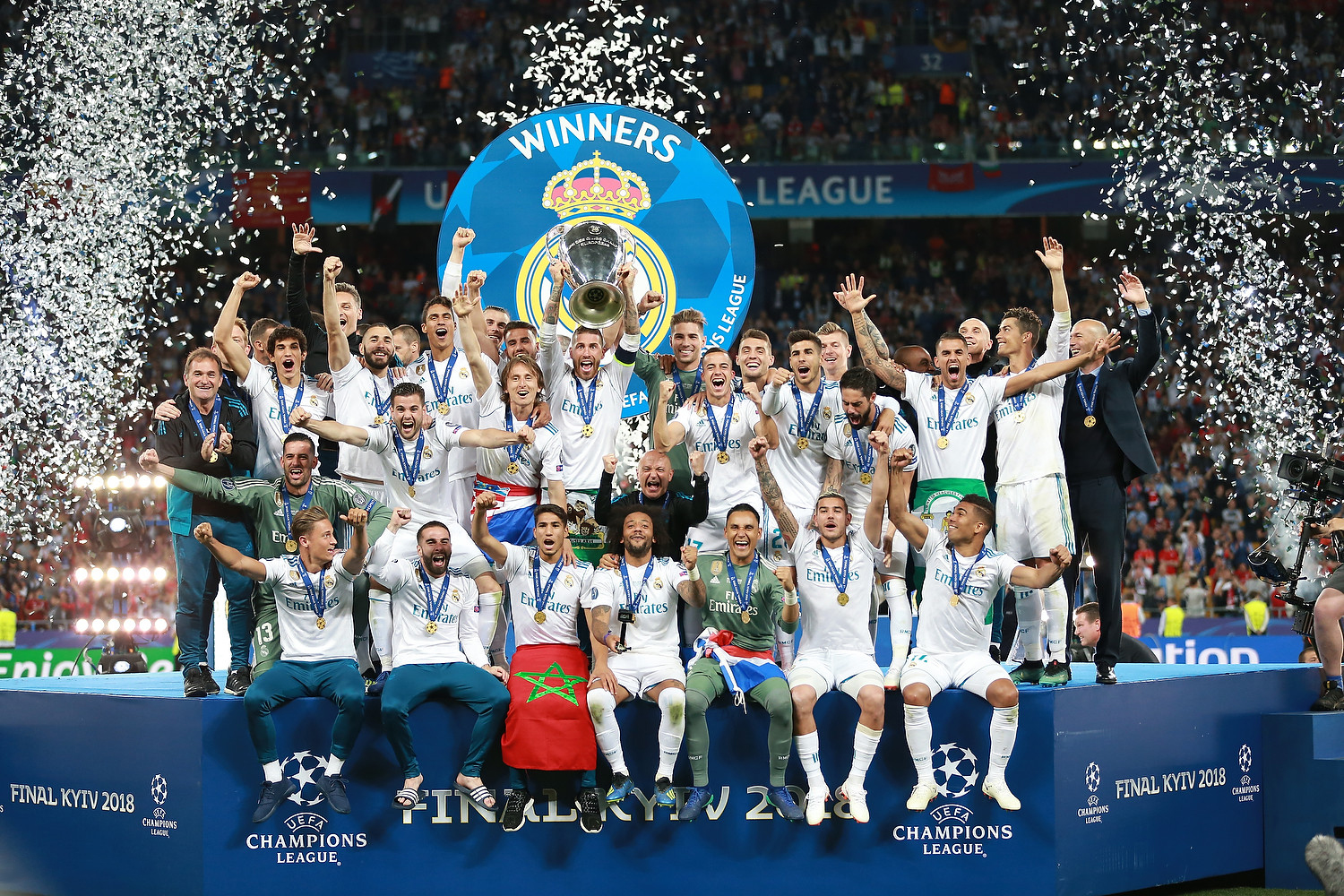
Navas com o elenco do Real Madrid levantando o troféu da Liga dos Campeões da UEFA de 2017–18

- Liga dos Campeões da CONCACAF: 2005
- Campeonato Costarriquenho: 2005–06, 2006–07, 2007 (Apertura), 2008 (Apertura), 2008 (Clausura) e 2010 (Clausura)

Real Madrid
- Supercopa da UEFA: 2014 e 2017
- Copa do Mundo de Clubes da FIFA: 2014, 2016, 2017 e 2018
- Liga dos Campeões da UEFA: 2015–16, 2016–17 e 2017–18
- La Liga: 2016–17
- Supercopa da Espanha: 2017

Paris Saint-Germain
- Ligue 1: 2019–20, 2021–22 e 2023–24
- Copa da França: 2019–20, 2020–21 e 2023–24
- Copa da Liga Francesa: 2019–20
- Supercopa da França: 2020, 2022 e 2023

### Prêmios individuais
- Melhor goleiro da Copa Ouro da CONCACAF: 2009[64][65][66]
- Melhor goleiro do Campeonato Costarriquenho: 2010[17]
- Jogador do Mês La Liga: março de 2014[67]
- Melhor Goleiro da La Liga: 2013–14[18]
- Melhor Jogador da partida da Copa do Mundo FIFA de 2014: Costa Rica 0–0 Inglaterra, Costa Rica 1–1 Grécia e Costa Rica 0–0 Holanda[19]
- Prêmios CONCACAF – Jogador do ano: 2014 e 2017[21][22]
- Time do Ano da ESM: 2015–16[23]
- Troféu EFE: 2015–16[24]
- Prêmios CONCACAF – Goleiro do ano: 2016, 2017 e 2018[25]
- Melhor Goleiro da Liga dos Campeões da UEFA 2017–18[26]
- Melhor Goleiro da UEFA: 2017–18[68]
- Jogador da Década da CONCACAF pela IFFHS: 2011–2020[69]
- Jogador do mês da Ligue 1: março de 2021[70]
- Melhor Goleiro da Ligue 1: 2020–21[27]